# Canal do Príncipe Gustavo

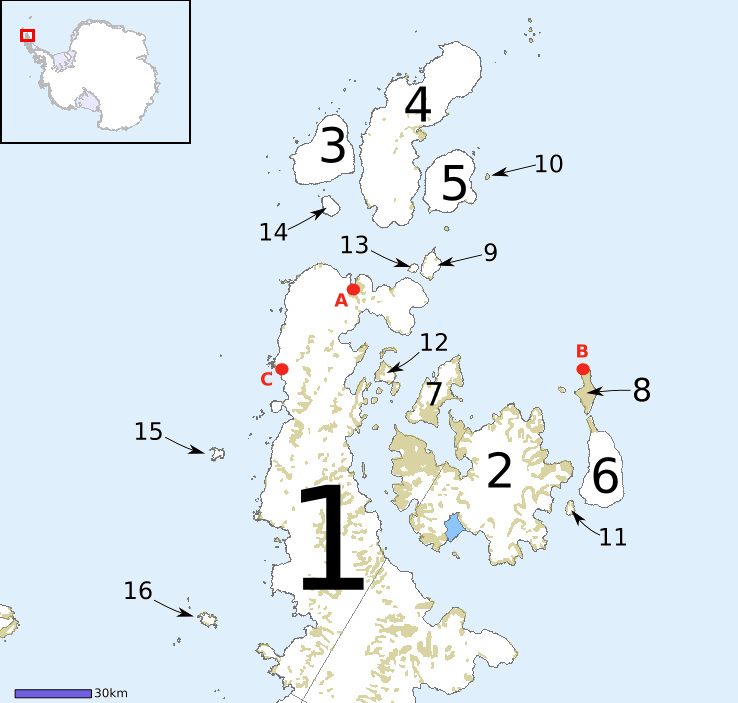
O canal separa a Terra de Graham (1) da ilha James Ross (2).

O canal do Príncipe Gustavo (63° 50′ S, 58° 15′ O) separa a terra de Graham, na península Antárctica, da ilha James Ross. Tem cerca de 130 km de comprimento por 6 a 25 km de largura.
Otto Nordenskiöld, da Expedição Antárctica Sueca atribuiu-lhe o seu nome em 1903 como homenagem ao príncipe-herdeiro Gustavo V da Suécia (quer seria o rei Gustavo V)